# PostNord Sverige
Posten AB (швед. Aktiebolaget Posten — акціонерне товариство Posten; стара назва швед. Kungliga Postverket) — шведський  поштовий оператор і єдина організація у  Швеції, що надає поштові послуги по всій країні.

## Історія
Поштова служба у Швеції була заснована у 1636-у  Акселем Оксеншерна і називалася Королівським поштовим управлінням (Kungliga Postverket). 24 червня 2009 року Posten AB об'єдналася з данською Post Danmark з метою утворення холдинга Posten Norden AB.

## Сучасність
З 1994 року Posten є акціонерним товариством, яке повністю належить Швеції в особі Міністерства енергії і комунікацій. З 2008 року функціонують лише дев'ять поштових терміналів, решта, що існували раніше, ліквідовані. З 2011 року намічено ввести поштову послугу «цифрових марок».

## Штаб-квартира
Головний офіс акціонерного товариства розташовується по  адресою:

Terminalvägen, 10500 Stockholm, Sweden

## Генеральні директори Postverket
- 1850–1867 Otto Wilhelm Staël von Holstein (1802–1884)
- 1867–1889 Wilhelm Roos (1824–1895)
- 1889–1907 Edvard von Krusenstjerna (1841–1907)
- 1896–1902 Frans Herman Schlytern (tf)
- 1907–1907 Richard Ossbahr (1853–1936)
- 1907–1925 Julius Juhlin (1861–1934)
- 1925–1947 Anders Örne (1881–1956)
- 1947–1965 Erik Swartling (1900–1985)
- 1965–1973 Nils Hörjel (1917–2006)
- 1973–1982 Ove Rainer (1925–1987)
- 1982–1988 Bertil Zachrisson (1926-)
- 1988–1994 Ulf Dahlsten (1946-)

## Управляючі директори Posten AB
- 1994–1998 Ulf Dahlsten (1946-)
- 1999–2002 Lennart Grabe (1946-)
- 2002–2003 Börje Österholm (1942-)
- 2003–2008 Erik Olsson (1959-)
- 2008- Lars G. Nordström (1943-)

## Галерея

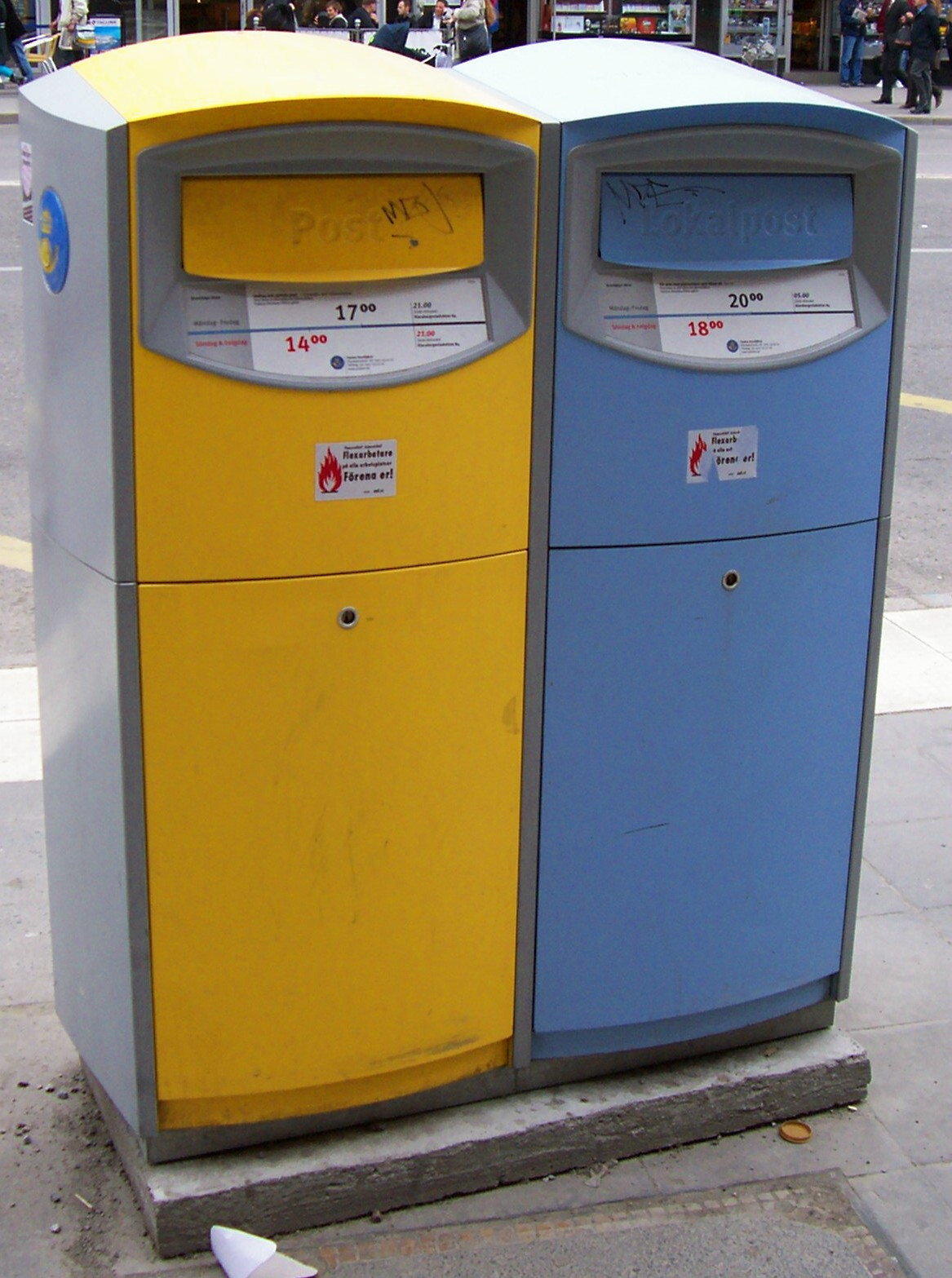
Поштові скриньки Posten AB
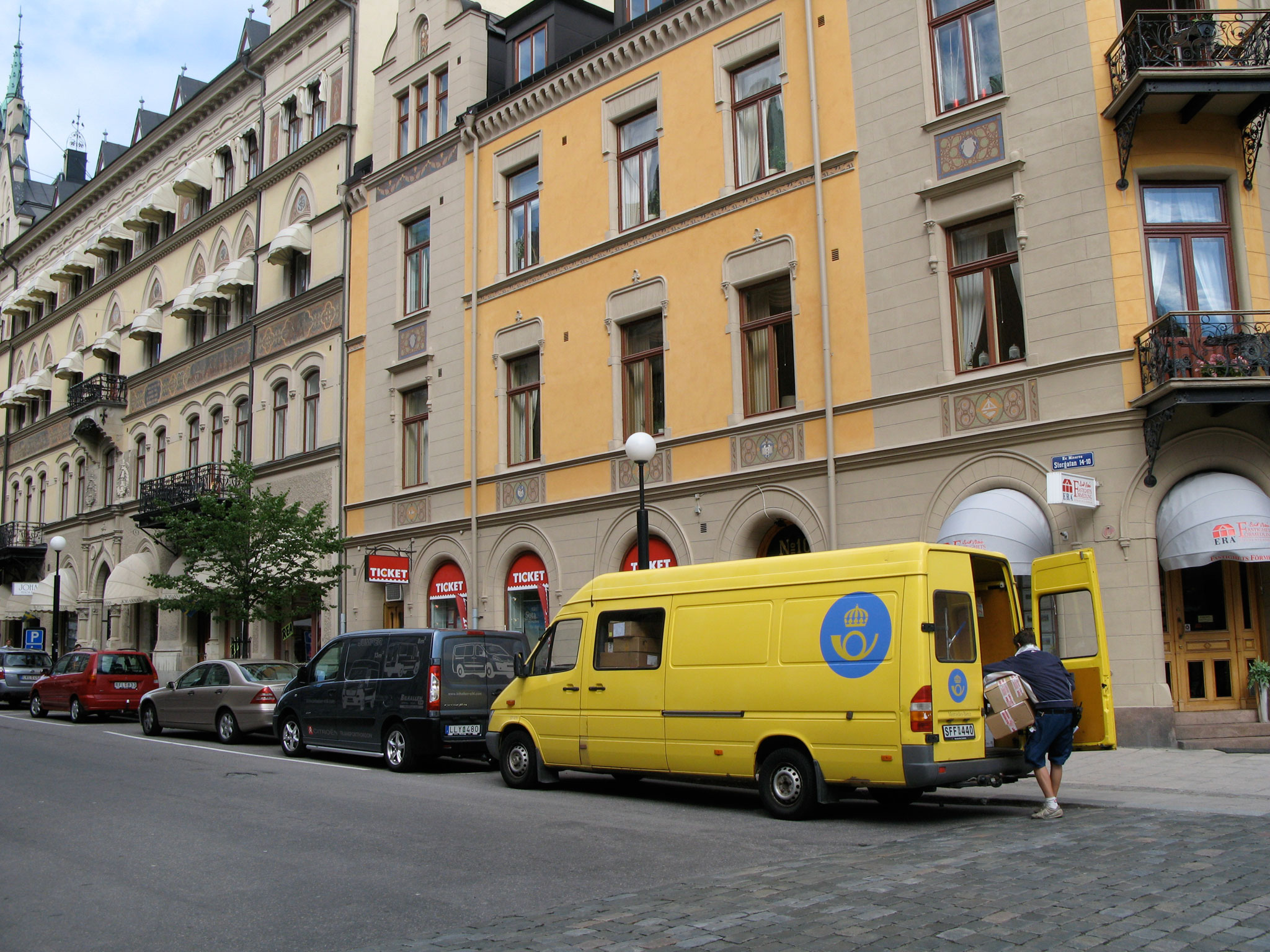
Поштовий фургон
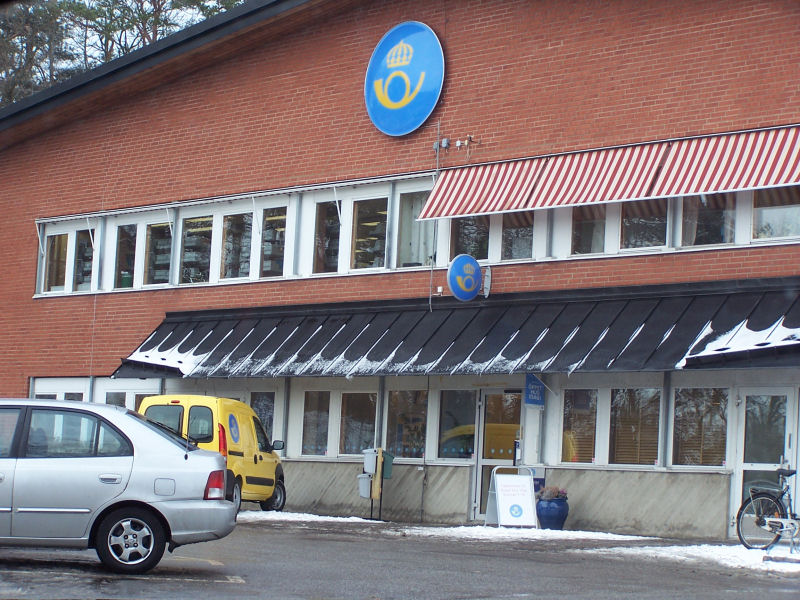
Пошта у Карлскруні